# کنفرانس تغییرات اقلیمی سازمان ملل متحد
کنفرانس تغییرات اقلیمی سازمان ملل متحد کنفرانس‌های سالانه‌ای هستند که در چارچوب کنوانسیون چارچوب سازمان ملل متحد در مورد تغییرات اقلیمی (UNFCCC) برگزار می‌شوند. آنها به عنوان نشست رسمی احزاب UNFCCC (کنفرانس احزاب، COP) برای ارزیابی پیشرفت در مواجهه با تغییرات آب و هوا، و شروع از اواسط دهه ۱۹۹۰، برای مذاکره بر سر پروتکل کیوتو به منظور ایجاد تعهدات الزام‌آور قانونی برای کشورهای توسعه یافته جهت کاهش انتشار گازهای گلخانه‌ای، فعالیت می‌کنند. از سال ۲۰۰۵، کنفرانس‌ها به عنوان «کنفرانس طرف‌هایی که به‌عنوان نشست طرف‌های پروتکل کیوتو» (CMP) فعالیت می‌کنند، همچنین طرف‌های کنوانسیون که طرف پروتکل نیستند، می‌توانند در پروتکل شرکت کنند. جلسات مرتبط به‌عنوان ناظر از سال ۲۰۱۱ تا ۲۰۱۵ از این جلسات برای مذاکره دربارهٔ توافقنامه پاریس به عنوان بخشی از پلت فرم دوربان استفاده شد که مسیری کلی به سمت اقدام آب و هوایی ایجاد کرد. هر متن نهایی یک COP باید با اجماع مورد توافق قرار گیرد.

## ۱۹۹۵: کنفرانس تغییرات اقلیمی ۱، برلین، آلمان
اولین کنفرانس تغییرات آب و هوایی سازمان ملل متحد در سال ۱۹۹۵ در برلین برگزار شد. نمایندگانی از ۱۱۷ عضو و ۵۳ کشور ناظر در این کنفرانس شرکت کردند. یکی از مسائل اصلی این کنفرانسی، کفایت تعهدات هر کشور بود که منجر به صدور حکمی برای شروع اقتدام عملی هر کشور برای دوره بعد از سال ۲۰۰۰ بود.